# Serie Democratica
La serie Democratica è una serie ordinaria di 23 francobolli francobolli realizzata dal il 1º ottobre 1945 al 26 maggio 1962 e pertanto da considerarsi come transitoria tra periodo filatelico Regno d'Italia e Repubblica Italiana. La serie era composta da 19 francobolli per posta ordinaria, valori per espressi e vari interi postali. Tradizionalmente viene considerata la prima serie emessa dalla Repubblica Italiana in quanto la maggior parte dei valori furono posti in vendita nel 1946 e successivamente al Referendum istituzionale della Repubblica. In seguito vennero emessi valori complementari fino al 1948. La serie ebbe corso di validità fino al 1952 per i valori di posta ordinaria ma fu messa fuori corso definitivamente il 13 maggio 1992 quando fu definitivamente proibito l'uso dei valori da 5, 10, 25 e 50 lire di posta aerea.

## Aspetti tecnici

### La stampa
La stampa era in rotocalco per tutti i valori tranne che per il L. 100 che era stampato in calcografia. La macchina utilizzata per eseguire la stampa in rotocalco fu una Goebel in dotazione all'Istituto Poligrafico e Zecca dello Stato dal 1929 già utilizzata per stampare la Serie Imperiale. Ogni foglio veniva stampato in quattro quadranti da 100 esemplari per un totale di 400 francobolli che venivano poi dentellati a blocco con passo 14 X 14 ¼

### Carta e gomma
La prima fornitura di carta fu ad opera della Cartiere Miliani Fabriano che, data la precarietà dovuta ai passati avvenimenti bellici, riuscì a produrre un tipo dal colore grigio e ricco di impurità. Anche la prima gomma, per le stesse ragioni, fu di qualità scadente (la cosiddetta "gomma di guerra"). Con il tempo la qualità dei prodotti utilizzati migliorò, fino ad arrivare alla carta bianca con gomma trasparente.

### Filigrana

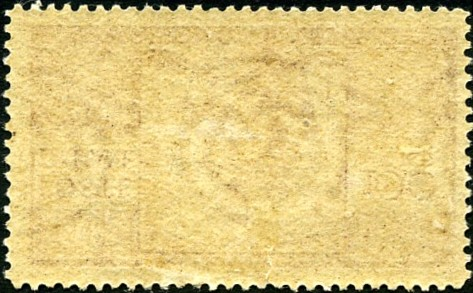
Retro del valore da 100 lire con filigrana a ruota

La filigrana usata nella prima produzione fu un nuovo tipo, caratterizzato dalla forma a Ruota alata: quella del 1º tipo è lavorata in piano con contorni sfumati e confusi nell'impasto. Il valore da 100 lire è normalmente con filigrana a “Ruota alata del II tipo”, prodotta dalla cartiera di Pioraco, che si presenta con misure differenti rispetto a quella del tipo precedente, essendo larga 17 mm (e non 16) ed alta 14 mm (e non 16).
Dal 1955, essendo stata abbandonata la filigrana a ruota alata, la produzione utilizzò il tipo a “stelle” ed alcuni valori come il 50 lire espresso, il 5 lire ed il 50 lire di posta aerea furono ristampati con questa nuova filigrana.

### Bozzettisti
Tra i disegnatori dei bozzetti, Alfredo Lalia, Paolo Paschetto, Renato Garrasi, Melis e Mazzotta.

## Cronologia dell'emissione
- 1º ottobre 1945
  - Francobolli di posta ordinaria da 10, 20, 40, 60 e 80 centesimi, 1, 1,20, 2, 3, 5, 10, 20, 25 e 50 lire.
  - Francobolli di posta aerea da 1, 2, 3,20, 5 e 10 lire
  - Francobolli espresso da 5 e 10 lire
- 10 maggio 1946
  - Francobollo di posta ordinaria da 4 lire
- 3 luglio 1946
  - Francobolli di posta ordinaria da 50 centesimi e 15 lire
  - Francobollo espresso da 30 lire
- 13 luglio 1946
  - Francobolli di posta aerea da 25 e 50 lire
- 29 luglio 1946
  - Francobollo di posta ordinaria da 100 lire
- 10 ottobre 1946
  - Francobollo di posta ordinaria da 25 centesimi
- 10 ottobre 1947
  - Francobollo espresso da 60 lire
- 21 aprile 1947
  - Francobolli di posta aerea da 25 e 50 lire in colori bruno e violetto anziché azzurro e verde[1]
- 5 maggio 1947
  - Francobollo di posta ordinaria da 6 lire
- 1º luglio 1947
  - Francobollo di posta aerea sovrastampato 6 lire su 3,20
- 28 luglio 1947
  - Francobollo espresso da 15 lire
- 16 ottobre 1947
  - Francobollo di posta ordinaria da 30 lire
- 20 ottobre 1947
  - Francobollo di posta ordinaria da 10 lire arancione anziché grigio[1]
- 15 novembre 1947
  - Francobollo espresso da 25 lire
- 19 gennaio 1948
  - Francobollo do posta ordinaria da 8 lire
- 19 aprile 1951
  - Francobollo espresso da 50 lire
- 7 luglio 1955
  - Francobollo espresso da 50 lire con filigrana a stelle anziché ruota[1]
- 19 settembre 1957
  - Francobollo di posta aerea da 50 lire con filigrana a stelle anziché ruota[1]
- 26 maggio 1962
  - Francobollo di posta aerea da 5 lire con filigrana a stelle